# Victor Bârlădeanu
Victor Bârlădeanu (n. 18 decembrie 1928, București – d. 5 ianuarie 2007) a fost un poet, scriitor, dramaturg și publicist evreu român.

## Studii
După absolvirea liceului comercial "Cultura Max Azriel" a urmat Facultățile de Istorie și Limbi Slave, din București.

## Cariera
Și-a început cariera literară încă pe când era elev la liceu, când a publicat interviuri, eseuri, cronică teatrală în revistele Rampa și Ecoul.
Deoarece cunoștea câteva limbi de largă circulație, la vârsta de numai 21 de ani a fost trimis corespondent al ziarului Scânteia la Moscova și apoi corespondent de front în Războiul din Coreea.
După ce, în perioada anilor 80, copii săi au emigrat în Israel, activitatea sa s-a orientat spre conferințe și publicistică în cadrul Comunității Evreiești, fiind redactor la “Revista Cultului Mozaic”, organizator de spectacolelor prezentate cu ocazia diferitelor sărbători, dar și lansări de carte, cursuri de limba ebraică, lansări de filme, conferințe pe teme iudaice, concerte etc.

## Promotor al prieteniei între popoare
După 1989 și-a început activitatea publică de promotor al apropierii și dialogului dintre culturi și a toleranței, punând bazele Asociației Culturale de Prietenie România-Israel, al cărui secretar general a fost până la sfârșitul vieții.

## Premii și distincții
- Medalia Muncii (18 august 1951) pentru merite în activitatea de membru al redacției ziarului „Scânteia”[5]
- Ordinul Muncii clasa a III-a (21 august 1954) „pentru merite deosebite pe tărîmul construcției de stat, economice, sociale și culturale, cu ocazia celei de a zecea aniversări a eliberării patriei noastre”[6]
- Ordinul Meritul Cultural în grad de ofițer, la 30 martie 2004, „pentru talentul de care a dat dovadă, îmbogățind literatura română cu poezii, romane, nuvele eseuri sau studii de certă valoare, recunoscute ca atare atât în țară, cât și în străinătate”.[7]
- Laureat al premiului ACMEOR (Asociația Culturală Mondială a Evreilor Originari din România).

## Opera
Scrierile sale au abordat atât subiecte cât și genuri de o mare varietate:,

### Reportaj
- Panoramic trotușan sau peripețiile (în timp și în spațiu) ale unui rîu moldovenesc, Editura "Albatros", 1964;
- De la Dunăre la Adriatica: itinerar iugoslav, Colecția În jurul lumii, Editura Tineretului, 1966;
- Chipuri și măști, Editura "Eminescu", 1972;
- Responsabilitate și destin, Editura Albatros, 1973;
- Martor în timp, Editura "Facla", 1975;
- În țara dimineților liniștite: timpuri și anotimpuri în Coreea socialistă, Editura Albatros, 1984;

### Eseu
- Trăind miracolul de fiecare zi..., Editura Albatros, 1979;

### Teatru
- Dansatoarea, gangsterul și necunoscutul, 1958;
- Drum bun, scumpul meu astronaut, Editura Științifică și Tehnică, 1962

### Romane
- Operația Psycho, Editura Tineretului, 1961;; roman științifico-fantastic
- Exilatul din Planetopolis, Editura Albatros, Fantastic Club, 1972; roman științifico-fantastic
- Cei ce caută, cei ce găsesc, Editura Dacia, 1976;
- Piața de joc, Editura Albatros, 1977;
- Peisaj cu mori de vânt, Editura Dacia, 1989;

### Poezii
- Orologiul scufundat, Editura "Evenimentul", 1995 [9],[10];

### Librete pentru spectacole de estradă
- Nu aduce ziua ce aduce noaptea, 1967;
- Cosmodromul veseliei, 1977;
- Cine-a născocit iubirea, 1980;

### Librete de operă
- Interogatoriu în zori ,muzica de Doru Popovici, 1977.
- Challenger - Dedicated To America's Space Heroes, muzica de Șerban Nichifor, 1986 [11],[12].

### Librete pentru cantate
- Galaxia Memoriei (În memoria victimelor de la Auschwitz) op.64 (1980); cantată de Doru Popovici pentru cor mixt cu solo de sopran și bas, versuri de Victor Bârlădeanu.
- In Memoriam Fundoianu op.87 (1984); cantată de Doru Popovici pentru soprană și orchestră, versuri de Victor Bârlădeanu.
- Glasul (Decalog), 1997; cantată de Liana Alexandra pentru soprană, violoncel și pian, versuri de Victor Bârlădeanu [13],[14].
- Remember - to the Holocaust Martyrs, 1989, cantată de Șerban Nichifor pentru cor mixt și orchestră, versuri de Victor Bârlădeanu [15],[16].

### CD audio
- Dăruiri, creații muzicale de versuri de Victor Bârlădeanu, (lucrări semnate de compozitorii Liana Alexandra, Doru Popovici, Șerban Nichifor) și versuri in lectura poetului, Electrostar, București, 1998 [17],[18].

### Monografie
- Remember Victor Bârlădeanu de Veronica Bârlădeanu, Editura AmandaEdit, București, 2012, ISBN 978-606-8041-81-0 [19],[20],[21]

## Legături externe
- http://www.isfdb.org/cgi-bin/ea.cgi?228593

## Vezi și
- Listă de dramaturgi români
- Listă de piese de teatru românești
- Lista cărților științifico-fantastice publicate în România